# Aiden Smith
Aiden Smith (* 11. Oktober 2004) ist ein südafrikanischer Leichtathlet, der sich auf das Kugelstoßen spezialisiert hat.

## Sportliche Laufbahn
Erste internationale Erfahrungen sammelte Aiden Smith im Jahr 2021, als er bei den U20-Weltmeisterschaften in Nairobi mit einer Weite von 16,94 m mit dem leichteren 6-kg-Hammer in der Qualifikationsrunde ausschied. Im Jahr darauf verpasste er bei den U20-Weltmeisterschaften in Cali mit 18,32 m den Finaleinzug und 2023 wurde er rückwirkend ab Oktober 2022 wegen eines Dopingverstoßes mit einer 18-monatigen Wettkampfsperre belegt. 2025 siegte er mit 20,25 m bei den World University Games in Bochum.
2025 wurde Smith südafrikanischer Meister im Kugelstoßen.